# Bosna in Hercegovina na Pesmi Evrovizije
Bosna in Hercegovina je na Pesmi Evrovizije prvič nastopila leta 1993. Svoj največji evrovizijski uspeh je dosegla leta 2006, ko je Hari Mata Hari s pesmijo Lejla zasedel 3. mesto.
Zaradi slabih rezultatov predhodnih let je Bosna in Hercegovina izpadla iz tekmovanja leta 1998 in 2000. V letih 2013–2015 država ni sodelovala iz finančnih razlogov. Po letu 2016 je bosansko-hercegovska radiotelevizija zaradi težke finančne situacije znova odpovedala sodelovanje. Vodja bosanske delegacije Lejla Babović je decembra 2018 izjavila, da je trenutni glavni cilj BHRT povratek na Evrovizijo, da pa je zaradi finančnega stanja in dolgov Evropski radiodifuzni zvezi povratek v bližnji prihodnosti malo verjeten.

## Predstavniki Bosne in Hercegovine
| Leto | Glasbeniki                         | Pesem                 | Jezik                   | Finale      | Točke       | Polfinale            | Točke                |
| ---- | ---------------------------------- | --------------------- | ----------------------- | ----------- | ----------- | -------------------- | -------------------- |
| 1993 | Fazla                              | Sva bol svijeta       | bosanščina              | 16.         | 27          | 2.                   | 52                   |
| 1994 | Alma Čardžić & Dejan Lazarević     | Ostani kraj mene      | bosanščina              | 15.         | 39          | ni bilo predizborov  | ni bilo predizborov  |
| 1995 | Davor Popović                      | Dvadeset prvi vijek   | bosanščina              | 19.         | 14          | ni bilo predizborov  | ni bilo predizborov  |
| 1996 | Amila Glamočak                     | A Century of Love     | bosanščina              | 22.         | 13          | 21.                  | 29                   |
| 1997 | Alma Čardžić                       | Goodbye               | bosanščina              | 18.         | 22          | ni bilo predizborov  | ni bilo predizborov  |
| 1999 | Dino Merlin & Béatrice             | Putnici               | bosanščina, francoščina | 7.          | 86          | ni bilo predizborov  | ni bilo predizborov  |
| 2001 | Nino Pršeš                         | Hano                  | bosanščina, angleščina  | 14.         | 29          | ni bilo predizborov  | ni bilo predizborov  |
| 2002 | Maja Tatić                         | Na jastuku za dvoje   | srbščina, angleščina    | 13.         | 33          | ni bilo predizborov  | ni bilo predizborov  |
| 2003 | Mija Martina                       | Ne brini              | hrvaščina, angleščina   | 16.         | 27          | ni bilo predizborov  | ni bilo predizborov  |
| 2004 | Deen                               | In the Disco          | angleščina              | 9.          | 91          | 7.                   | 133                  |
| 2005 | Feminnem                           | Call Me               | angleščina              | 14.         | 79          | top 12 prejšnje leto | top 12 prejšnje leto |
| 2006 | Hari Mata Hari                     | Lejla                 | bosanščina              | 3.          | 229         | 2.                   | 267                  |
| 2007 | Marija Šestić                      | Rijeka bez imena      | srbščina                | 11.         | 106         | top 10 prejšnje leto | top 10 prejšnje leto |
| 2008 | Laka                               | Pokušaj               | bosanščina              | 10.         | 110         | 9.                   | 72                   |
| 2009 | Regina                             | Bistra voda           | bosanščina              | 9.          | 106         | 3.                   | 125                  |
| 2010 | Vukašin Brajić                     | Thunder and Lightning | angleščina              | 17.         | 51          | 8.                   | 59                   |
| 2011 | Dino Merlin                        | Love in Rewind        | angleščina, bosanščina  | 6.          | 125         | 5.                   | 109                  |
| 2012 | Maya Sar                           | Korake ti znam        | bosanščina              | 18.         | 55          | 6.                   | 77                   |
| 2016 | Dalal & Deen ft. Ana Rucner & Jala | Ljubav je             | bosanščina              | brez finala | brez finala | 11.                  | 104                  |